# Kościół i klasztor Reformatów w Grudziądzu
Kościół i klasztor reformatów w Grudziądzu przy ul. Wybickiego, obecnie więzienie.

## Historia
Klasztor reformatów z kościołem pw. Świętego Krzyża został zbudowany na ówczesnym przedmieściu Fijewo w latach 1750–1751 z fundacji marszałka nadwornego koronnego i starosty grudziądzkiego Jerzego Augustyna Mniszcha. Analogie formalne m.in. z klasztorami w Brodnicy i Siennicy wskazują, że projektantem był najpewniej królewski architekt Antonio Solari. W latach późniejszych wnętrze otrzymało wysokiej klasy wyposażenie z niepolichromowanego drewna, złożone m.in. z 5 ołtarzy, wykonane przez warsztat czynny na potrzeby zakonu w klasztorze w Toruniu na Podgórzu, w Brodnicy, Płocku i Pułtusku. Ołtarz główny został poświęcony w 1755 r. Po przejściu Grudziądza pod panowanie pruskie w wyniku I rozbioru Polski, w 1801 r. nastąpiła kasata klasztoru i po kilku latach w jego murach urządzono zakład karny, w skład którego kościół został ostatecznie włączony w 1831 r. Stan ten trwa do dzisiaj. Jeszcze w okresie międzywojennym, dobrze zachowany kościół był dostępny dla zwiedzających. Dopiero po II wojnie światowej nastąpiła sekularyzacja świątyni i przebudowa wnętrza na cele magazynowe. Zostało przedzielone stropem na dwie kondygnacje, zniszczono dobrze zachowane wyposażenie. W 1960 r. odnowiono elewacje, ale w ostatnich latach stan budowli uległ drastycznemu pogorszeniu. Pomieszczenie świetlicy na parterze dawnego kościoła wykorzystywane jest jako prowizoryczna kaplica. Po roku 2010 kościół z zewnątrz otrzymał nową elewację. Został odmalowany, a dach wymieniony. Niestety w dalszym ciągu budynek przedzielony jest stropem. O wnętrze aktualnie dba ks. Wojciech Pyrzewski- więzienny kapelan. Na miarę możliwości stara się przywrócić miejscu dawną świetność, choć nie jest to łatwe zadanie. 

## Zabytki
Kościół i klasztor są zabytkami późnobarokowymi. Prezbiterium świątyni skierowane jest ku wschodowi. Kościół jest złożony z czteroprzęsłowej nawy krytej sklepieniem kolebkowo-krzyżowym i dwuprzęsłowego prosto zamkniętego prezbiterium. Ściany wnętrza dzielone są pilastrami o bogatych kapitelach. W ozdobny sposób została rozwiązana fasada, członowana pilastrami, z dużym oknem na osi i niszami na figury świętych po bokach. Zwieńczona jest wyniosłym wolutowym szczytem, z okrągłym oknem pośrodku i z trójkątnym naczółkiem. Dachy są dwuspadowe, kryte dachówką, nad nawą wznosi się ażurowa ozdobna sygnaturka. Do kościoła od północy przylegają zabudowania poklasztorne, trójskrzydłowe, piętrowe, kryte siodłowymi dachami, skupione wokół kwadratowego wirydarza.
W zbiorach Muzeum w Grudziądzu zachowały się liczne figury z rokokowych ołtarzy, częściowo uszkodzone.